# 大島郁将
大島 郁将（おおしま いくまさ、1950年6月24日 - ）は、長野県伊那市出身の元プロ野球選手。ポジションは内野手。

## 来歴・人物
名商大附属高校では捕手。神奈川大学へ進学し内野手に転向。神奈川五大学野球リーグでは在学中6回優勝。ベストナイン1回。1972年の全日本大学野球選手権大会では2回戦で中京大に敗退。
1972年ドラフト会議で阪急ブレーブスから2位指名を受け入団。1974年から一軍に上がり、シーズン終盤の4試合に三塁手、遊撃手として先発出場。その後は伸び悩むが、1977年7月には4試合に二塁手として先発。
1978年オフに谷岡潔との交換トレードで横浜大洋ホエールズへ移籍するが、活躍の場はなく1979年限りで引退した。
2016年の学生野球資格回復研修を受講したうえで、翌2017年2月7日に日本学生野球協会より学生野球資格回復の適性認定を受けたことにより、学生野球選手への指導が可能となった。

## 詳細情報

### 年度別打撃成績
| 年 度     | 球 団     | 試 合 | 打 席 | 打 数 | 得 点 | 安 打 | 二 塁 打 | 三 塁 打 | 本 塁 打 | 塁 打 | 打 点 | 盗 塁 | 盗 塁 死 | 犠 打 | 犠 飛 | 四 球 | 敬 遠 | 死 球 | 三 振 | 併 殺 打 | 打 率 | 出 塁 率 | 長 打 率 | O P S |
| --------- | --------- | ----- | ----- | ----- | ----- | ----- | -------- | -------- | -------- | ----- | ----- | ----- | -------- | ----- | ----- | ----- | ----- | ----- | ----- | -------- | ----- | -------- | -------- | ----- |
| 1974      | 阪急      | 15    | 12    | 10    | 0     | 1     | 0        | 0        | 0        | 1     | 0     | 0     | 0        | 0     | 0     | 2     | 0     | 0     | 4     | 0        | .100  | .250     | .100     | .350  |
| 1976      | 阪急      | 18    | 15    | 14    | 2     | 1     | 0        | 0        | 0        | 1     | 0     | 0     | 1        | 0     | 0     | 1     | 0     | 0     | 4     | 1        | .071  | .133     | .071     | .205  |
| 1977      | 阪急      | 19    | 20    | 19    | 0     | 2     | 0        | 0        | 0        | 2     | 0     | 1     | 0        | 0     | 0     | 0     | 0     | 1     | 4     | 0        | .105  | .150     | .105     | .255  |
| 通算：3年 | 通算：3年 | 52    | 47    | 43    | 2     | 4     | 0        | 0        | 0        | 4     | 0     | 1     | 1        | 0     | 0     | 3     | 0     | 1     | 12    | 1        | .093  | .170     | .093     | .263  |

### 記録
- 初出場：1974年5月18日、対日本ハムファイターズ前期7回戦（後楽園球場）、8回裏に遊撃手で出場
- 初先発出場：1974年6月20日、対近鉄バファローズ前期13回戦 （西京極球場）、3番・一塁手で先発出場（偵察要員、試合開始時に高井保弘と交替）
- 初安打：1974年9月23日、対太平洋クラブライオンズ後期13回戦（阪急西宮球場）、9回裏に東尾修から
- 初盗塁：1977年7月31日、対日本ハムファイターズ後期7回戦（札幌市円山球場）、9回表に二盗（投手：杉田久雄、捕手：加藤俊夫）

### 背番号
- 35 （1973年 - 1978年）
- 40 （1979年）